# Serie A2 1992-1993 (rugby a 15)
La serie A2 1992-93 fu il 59º campionato di seconda divisione di rugby a 15 in Italia.
Si tenne dal 20 settembre 1992 all’8 maggio 1993 tra 12 squadre e fu l'ultima edizione di tale torneo a svolgersi a girone unico.
Fu vinto dal Tarvisium, promosso direttamente in serie A1 insieme al CUS Roma; entrambe le squadre disputarono inoltre i playoff scudetto della serie A1 1992-93 ma furono eliminate al primo turno.
Le squadre dal terzo al sesto posto di A2 spareggiarono contro quelle dal settimo al decimo posto di A1 per tentare di salire in categoria superiore e il Mirano, classificatosi terzo in stagione. riuscì a vincere il suo spareggio e a risultare così la terza squadra promossa, mentre per la retrocessione furono le ultime due della classifica a scendere in serie B, nell'occasione Noceto e Benevento.
Dalla stagione successiva il torneo passò a due gironi e soltanto una squadra, la vincitrice di A2, fu ammessa ai playoff scudetto di serie A1, contro la prima classificata di tale categoria.

## Squadre partecipanti
| Club      | Sponsor                     | Città     | Impianto interno    |
| --------- | --------------------------- | --------- | ------------------- |
| Benevento |                             | Benevento | Stadio Pacevecchia  |
| Bologna   | Iperzola (supermercati)     | Bologna   | Stadio Arcoveggio   |
| Brescia   | Ecotecnica (igienizzazione) | Brescia   | Stadio Invernici    |
| CUS Roma  | Svevo                       | Roma      | Campo Tor di Quinto |
| Livorno   | Baker                       | Livorno   | Stadio Montano      |
| Mirano    | Blue Dawn                   | Mirano    | Stadio di Rugby     |
| Noceto    | Savi                        | Noceto    | Stadio Nando Capra  |
| Paese     | Logrò (alimentari)          | Paese     | Stadio Visentin     |
| Partenope |                             | Napoli    | Stadio Collana      |
| Tarvisium |                             | Treviso   | Campo San Paolo     |
| Thiene    | Cotonificio Olcese          | Thiene    |                     |
| Zagara    | Pulvirenti                  | Catania   | Stadio Goretti      |

## Prima fase

### Risultati
|       | 1ª/12ª giornata      |       |
| ----- | -------------------- | ----- |
| 23-5  | CUS Roma - Tarvisium | 3-11  |
| 41-6  | Zagara - Benevento   | 24-18 |
| 57-22 | Brescia - Noceto     | 16-0  |
| 22-12 | Livorno - Thiene     | 17-22 |
| 18-25 | Mirano - Paese       | 14-17 |
| 23-6  | Partenope - Bologna  | 14-14 |
|       |                      |       |
|       | 4ª/15ª giornata      |       |
| 35-6  | Tarvisium - Livorno  | 21-21 |
| 19-18 | Noceto - Partenope   | 6-31  |
| 25-19 | Thiene - Bologna     | 10-34 |
| 19-26 | Zagara - Mirano      | 13-32 |
| 37-5  | Paese - CUS Roma     | 13-30 |
| 0-46  | Benevento - Brescia  | 13-67 |
|       |                      |       |
|       | 7ª/18ª giornata      |       |
| 23-13 | Tarvisium - Paese    | 7-12  |
| 29-21 | CUS Roma - Livorno   | 26-51 |
| 37-21 | Noceto - Thiene      | 10-17 |
| 25-17 | Brescia - Mirano     | 15-21 |
| 28-27 | Partenope - Zagara   | 13-8  |
| 37-15 | Bologna - Benevento  | 20-17 |
|       |                      |       |
|       | 10ª/21ª giornata     |       |
| 35-18 | Livorno - Bologna    | 20-50 |
| 34-15 | CUS Roma - Thiene    | 23-26 |
| 30-12 | Mirano - Tarvisium   | 15-11 |
| 50-20 | Zagara - Noceto      | 17-11 |
| 32-9  | Brescia - Partenope  | 31-18 |
| 17-6  | Benevento - Paese    | 5-78  |

|       | 2ª/13ª giornata       |       |
| ----- | --------------------- | ----- |
| 35-6  | Tarvisium - Partenope | 24-11 |
| 17-12 | Noceto - CUS Roma     | 8-20  |
| 28-26 | Thiene - Zagara       | 16-32 |
| 46-20 | Bologna - Brescia     | 17-52 |
| 22-39 | Paese - Livorno       | 27-29 |
| 23-46 | Benevento - Mirano    | 7-52  |
|       |                       |       |
|       | 5ª/16ª giornata       |       |
| 26-18 | Tarvisium - Thiene    | 17-40 |
| 32-18 | Livorno - Benevento   | 34-22 |
| 22-31 | CUS Roma - Mirano     | 30-15 |
| 16-15 | Brescia - Zagara      | 19-6  |
| 20-9  | Partenope - Paese     | 28-20 |
| 29-17 | Bologna - Noceto      | 21-25 |
|       |                       |       |
|       | 8ª/19ª giornata       |       |
| 34-13 | Livorno - Partenope   | 16-6  |
| 37-27 | CUS Roma - Brescia    | 16-13 |
| 23-3  | Mirano - Thiene       | 15-19 |
| 19-3  | Zagara - Bologna      | 8-36  |
| 29-14 | Paese - Noceto        | 19-14 |
| 12-26 | Benevento - Tarvisium | 26-62 |
|       |                       |       |
|       | 11ª/22ª giornata      |       |
| 16-7  | Tarvisium - Brescia   | 10-18 |
| 15-24 | Noceto - Livorno      | 13-66 |
| 20-13 | Thiene - Benevento    | 25-18 |
| 13-18 | Partenope - CUS Roma  | 8-44  |
| 6-23  | Bologna - Mirano      | 22-33 |
| 28-5  | Paese - Zagara        | 11-17 |

|       | 3ª/14ª giornata       |       |
| ----- | --------------------- | ----- |
| 32-14 | Livorno - Zagara      | 10-23 |
| 33-7  | CUS Roma - Benevento  | 28-13 |
| 17-8  | Mirano - Noceto       | 31-12 |
| 15-0  | Brescia - Paese       | 11-21 |
| 28-18 | Partenope - Thiene    | 20-9  |
| 12-17 | Bologna - Tarvisium   | 19-25 |
|       |                       |       |
|       | 6ª/17ª giornata       |       |
| 14-28 | Noceto - Tarvisium    | 19-65 |
| 12-13 | Thiene - Brescia      | 12-70 |
| 14-7  | Mirano - Livorno      | 15-29 |
| 19-27 | Zagara - CUS Roma     | 18-44 |
| 25-5  | Paese - Bologna       | 26-23 |
| 8-29  | Benevento - Partenope | 14-25 |
|       |                       |       |
|       | 9ª/20ª giornata       |       |
| 13-0  | Tarvisium - Zagara    | 9-0   |
| 28-5  | Noceto - Benevento    | 15-13 |
| 36-18 | Thiene - Paese        | 9-9   |
| 31-27 | Brescia - Livorno     | 7-15  |
| 10-26 | Partenope - Mirano    | 15-22 |
| 11-23 | Bologna - CUS Roma    | 30-42 |

### Classifica
|  |     | Squadra   | G  | V  | N | P  | PF  | PS  | P±   | B | Pt |
|  | --- | --------- | -- | -- | - | -- | --- | --- | ---- | - | -- |
|  | 1.  | Tarvisium | 22 | 17 | 1 | 4  | 498 | 325 | 173  | 0 | 35 |
|  | 2.  | CUS Roma  | 22 | 16 | 0 | 6  | 569 | 409 | 160  | 0 | 32 |
|  | 3.  | Mirano    | 22 | 16 | 0 | 6  | 536 | 350 | 186  | 0 | 32 |
|  | 4.  | Brescia   | 22 | 15 | 0 | 7  | 608 | 350 | 258  | 0 | 30 |
|  | 5.  | Livorno   | 22 | 14 | 1 | 7  | 587 | 453 | 134  | 0 | 29 |
|  | 6.  | Partenope | 22 | 10 | 1 | 11 | 386 | 440 | −54  | 0 | 21 |
|  | 7.  | Paese     | 22 | 10 | 1 | 11 | 465 | 384 | 81   | 0 | 21 |
|  | 8.  | Thiene    | 22 | 9  | 1 | 12 | 413 | 524 | −111 | 0 | 19 |
|  | 9.  | Zagara    | 22 | 8  | 0 | 14 | 401 | 446 | −45  | 0 | 16 |
|  | 10. | Bologna   | 22 | 7  | 1 | 14 | 478 | 514 | −36  | 0 | 15 |
|  | 11. | Noceto    | 22 | 6  | 0 | 16 | 344 | 606 | −262 | 0 | 12 |
|  | 12. | Benevento | 22 | 1  | 0 | 21 | 290 | 774 | −484 | 0 | 2  |

## Play-offA1/A2
|  | Play-off |            |            |    |    |  |
|  |          |            |            |    |    |  |
|  | A1/7     | Rugby Roma | Rugby Roma | 57 | 25 |  |
|  | A2/6     | Partenope  | Partenope  | 5  | 17 |  |
|  | A1/8     | L’Aquila   | L’Aquila   | 35 | 44 |  |
|  | A2/5     | Livorno    | Livorno    | 13 | 28 |  |
|  | A1/9     | Casale     | Casale     | 65 | 41 |  |
|  | A2/4     | Brescia    | Brescia    | 8  | 22 |  |
|  | A1/10    | Parma      | 28         | 0  | 9  |  |
|  | A2/3     | Mirano     | 21         | 16 | 28 |  |

## Verdetti
- Tarvisium e CUS Roma: ammesse ai play-off scudetto serie A1 1992-93
- Tarvisium e CUS Roma: promosse direttamente in serie A1 1993-94
- Mirano: promossa in serie A1 1993-94 dopo i play-off
- Noceto e Benevento: retrocesse in serie B 1993-94